# Kishio Suga
Kishio Suga (secondo la consuetudine giapponese Suga Kishio, 菅 木志雄; Morioka, 19 febbraio 1944) è un artista giapponese collegato al movimento artistico Mono-Ha.
Il suo lavoro, coerentemente con quello degli altri esponenti della corrente Mono-Ha, si inscrive lungo quel solco dell'innovazione artistica che, negli anni '60 e '70, ha profondamente modificato il linguaggio delle arti contemporanee, guardando all'uso dei materiali naturali e del ready made (spesso manufatti industriali grezzi) per promuovere una riconfigurazione concettuale dell'immaginario estetico.
| Controllo di autorità | VIAF (EN) 8260159 · ISNI (EN) 0000 0000 8355 1991 · ULAN (EN) 500621684 · LCCN (EN) nr2002005558 · GND (DE) 122095294 · J9U (EN, HE) 987007362270105171 · NDL (EN, JA) 00717931 |